# Eileen Power
Pour les articles homonymes, voir Power.
Eileen Edna LePoer Power, née le 9 janvier 1889 à Altrincham et morte le 8 août 1940 à Londres, est une historienne, économiste et médiéviste britannique.

## Biographie

### Enfance
Aînée d'une fratrie de trois filles qui comporte également la journaliste Rhoda Power et Beryl Power qui est fonctionnaire, Eileen Power naît à Altrincham, dans le Cheshire. Sa mère est fille d'un marchand de textile et son père, fils de pasteur, est agent de changes. Son père est emprisonné en 1891 pour fraude, et sa mère meurt en 1903. Aussi, Eileen et ses sœurs sont confiées à leurs grands-parents maternels et à des tantes, à Oxford.

### Scolarité
Elle est élève à la Oxford High School puis, en 1907, elle étudie l'histoire au Girton College à Cambridge grâce à une bourse Clothwoker. Elle poursuit ses études à Paris, à l’École des chartes sous la direction de Charles-Victor Langlois entre 1910-1911. Elle obtient une nouvelle bourse d’études Charlotte Shaw, qui lui permet de poursuivre ses études à la London School of Economics. Il s’agit d’une bourse d’études réservée aux femmes dont le sujet d’étude doit porter sur l’histoire de la femme, quelle que soit la période. Le sujet spécifique imposé par la bourse en 1911 porte sur la situation sociale et économique des femmes en Angleterre avant la Révolution industrielle. Power s’intéresse plus particulièrement à la période des XIIIe et XIVe siècles.

### Carrière

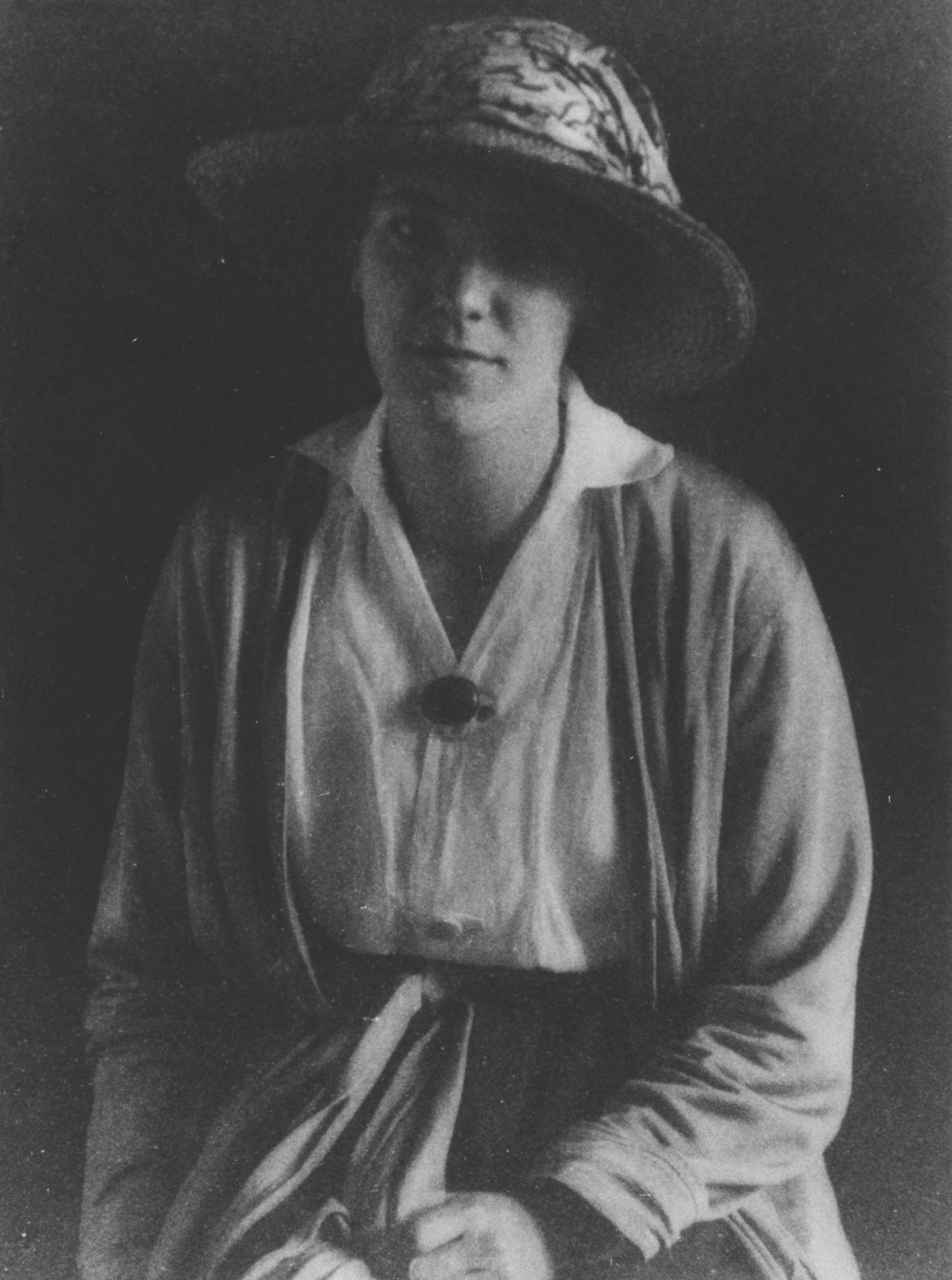
Portrait de 1922

Eileen Power est nommée enseignante au Girton College en 1912. En 1913-1914, elle dirige le département d’histoire et donne quelques conférences à la London School of Economics. Elle obtient le prix Gamble pour son essai portant sur l'enfermement des religieuses anglaises. Elle poursuit ses recherches sur les religieuses en Angleterre durant le Moyen Âge tout en dirigeant le Girton College de 1913 à 1920, puis elle prend un congé dans la perspective de mener un nouveau projet de recherches. Durant la Première Guerre mondiale, elle donne des cours sur l’histoire économique à l’université de Cambridge et continue de donner des conférences à la London School of Economics, tout en travaillant pour la National Union et en donnant des conférences pour la Société des Nations et la Workers' Educational Association.
En avril 1920, Eileen Power bénéficie d'une bourse d’études Kahn Travelling Fellowship. Elle voyage en Inde, en Malaisie, en Chine, au Japon et en Amérique du Nord. Lors de son séjour en Inde, elle constate les importantes disparités de développement entre la société britannique et la société indienne. Elle dénonce les réformes du gouvernement britannique qu’elle juge trop tardives et souligne la montée du nationalisme comme facteur amenant une division entre les deux peuples à cause de la domination de la métropole sur la colonie.  
Elle publie plusieurs articles sur la politique en Inde à son retour et y consacre des enseignements universitaires.
À son retour en Angleterre, elle est nommée chargée de cours en histoire de l’économie médiévale au London School of Economics et en histoire de l’économie au King's College de Londres, fonctions qu'elle exerce de 1921 à 1940. Elle donne aussi des séminaires sur économie médiévale à l’Institute of Historical Research à partir de 1924. Elle participe à la fondation the Economic History Society avec Tawney, William Ashley, J.R. Scott. Power est secrétaire et membre du comité de lecture de l'Economic History Review.

## Idéologie

### Féministe
Eileen Power est sensibilisée à la cause féminine, depuis ses études au Girton College. Elle participe le 17 juin 1911 à une réunion en faveur du droit de vote des femmes organisée par des anciennes condisciples de Girton.  
Puis, avec son étude sur les femmes et leur position sociale et économique des XIIIe et XIVe siècles, elle se rapproche du Fabian Women’s Group qui discute alors de la situation économique de la femme en histoire. Elle est durant plusieurs années secrétaire de la College Suffrage Society.

### Pacifiste
Durant la guerre, elle travaille pour la National Union et elle fait des conférences pour la Société des Nations et la Workers' Educational Association. Elle s'engage aux côtés du mouvement pacifiste au sein de la Ligue internationale des femmes pour la paix et la liberté. Puis, elle adhère au parti travailliste. Le mouvement de paix de l’entre-deux-guerres l'a marquée et elle lie ce mouvement à la science historique en le promouvant dans ses cours magistraux.

## L’histoire comme objet de revendication
Eileen Power s'intéresse sur un plan scientifique à la situation des femmes dans l'histoire. Dans son livre Medieval Women, elle étudie la vie des femmes et fait part de ses revendications féministes. Selon Eileen Power, « Les hommes de toutes les autres époques y compris la nôtre ont beaucoup aimé écrire des livres de savoir-vivre pour expliquer aux femmes comment elles doivent se comporter dans toutes les circonstances de la vie et plus particulièrement dans leur relation avec leur mari ». En outre, elle questionne la véracité des sources, comment un homme d’une classe supérieure peut-il avoir une idée du quotidien d’une femme. Power évoque également que ce sont ces deux groupes qui ont régi le concept du mariage qui prévaut jusqu’au XIXe siècle et qui traite la femme comme une mineure. Elle mentionne également le développement de l’image de la femme avec un double standard, celle avec la tare du péché originel et l’image de la Vierge Marie. Elle dit un peu plus loin que cette ambivalence a été léguée aux générations suivantes. 
Power fait d’autres allusions sur la réalité de son époque. Elle mentionne que les femmes au Moyen Âge et celle de son époque travaillent pour des raisons similaires, pour avoir un salaire d’appoint et parce qu’elles sont célibataires. Puis, elle ajoute que le mariage est une carrière en soi et une aspiration pour les jeunes filles. Avec ce type d’énoncé, elle se met elle-même en marge de la société puisqu’elle a choisi une vie universitaire.

### Sa vision de l’histoire
Ses recherches s'orientent ensuite vers la vie des religieuses à l’époque médiévale. Elle amorce un certain mouvement de rupture avec l’histoire qui se base sur le cadre légal et constitutionnel et inscrit ses recherches des années 1930 dans le cadre de la « nouvelle histoire », s'efforçant de développer les liens entre l’histoire et les sciences sociales. Cela la mène à la création d’un groupe interdisciplinaire portant sur l'étude de la famille alliant économie, anthropologie, sociologie. Marc Bloch est ainsi invité à donner une série de trois conférences à London School of Economics.
Dans son livre, Gens du Moyen Âge, elle établit des liens entre la connaissance du passé et la vie actuelle, ce qui permet de reconstruire des modes de penser et d’agir. Elle entremêle les sources historiques traditionnelles et les sources littéraires comme moyens d’investigation pour brosser le portrait d’acteur appartenant au passé. À travers ses publications et elle s'intéresse à la transmission des recherches en histoire qu'elle veut rendre accessibles,.

## Postérité
Elle forme de nombreux étudiants : Michael Postan, Eleanora Crus-Wilson, Sylvia Thrupp, Marjorie Chibnall, R.A.L Smith notamment et influence de nombreux historiens des années 1970, comme Carlo Ginzburg, ou encore Alice Clark, Dorothy Georges et Ivy Pinchbeck.

## Publications
- (en) The Paycockes of Coggeshall, Londres, Mathuen, 1920
- Gens du Moyen-Âge. Six croquis de la vie ordinaire [« Medieval People »] (trad. de l'anglais par P.-L. Van Berg), Bruxelles, ULB, 2012 (1re éd. 1924)
- (en) avec R.H. Tawney, Tudor Economics Documents. Being Select Documents Illustrating the Economic and Social History of Tudor England, Londres, Universiy of London Historical series, 1924
- (en) avec Rhoda Power, Boys & Girls of History, Cambridge, Cambridge University Press, 1926
- (en) avec Rhoda Power, Twenty Centuries of Travel, Londres, Pitman & Sons, 1926
- (en) Poems from the Irish, Londres, Ernest Benn, 1927
- (en) avec Rhoda Power, More Boys & Girls of History, Cambridge, Cambridge University Press, 1928
- (en) avec Rhoda Power, Cities and Their Stories, Cambridge, Cambridge University Press, 1929
- (en) avec Norman H. Baynes, Europe Throughout the Ages, Londres-New York, Routledge, 1929
- (en) avec Michael Postan, Studies in English Trade in the Fifteenth Century, Londres, Routledge, 1933
- (en) The Wool Trade in English Medieval History. Being the Ford Lectures, Oxford, University Press, 1941
- Les Femmes au Moyen-Âge [« Medieval Women »] (trad. de l'anglais par J.-M. Denis), Paris, Aubier-Montaigne, 1979 (1re éd. 1975)
- Medieval women, New York, Cambridge University Press, 1997, 104 p.

## Distinctions
- 1933 : docteur honoris causa de l'université de Manchester[28]
- 1937 : docteur honoris causa de Mount Holyoke College[28]